# 秃发明德归
秃发明德归（397年—？），南凉宗室，河西鲜卑人，是南凉国王秃发傉檀的儿子。
嘉平元年（408年）十一月，秃发傉檀即位凉王。立世子秃发虎台为太子。嘉平二年（409年）正月，以秃发明德归为南中郎将，领昌松太守。秃发明德归隽爽聪悟，秃发傉檀很宠他，年始十三岁，命他作为《高昌殿赋》，援笔即成，影不移漏，秃发傉檀看后大喜，把他比成曹子建。